# Martial Sounton
 (février 2025).
La mise en forme du texte ne suit pas les recommandations de Wikipédia : il faut le « wikifier ».
Les points d'amélioration suivants sont les cas les plus fréquents :
- Les titres sont pré-formatés par le logiciel. Ils ne sont ni en capitales, ni en gras.
- Le texte ne doit pas être écrit en capitales (les noms de famille non plus), ni en gras, ni en italique, ni en « petit »…
- Le gras n'est utilisé que pour surligner le titre de l'article dans l'introduction, une seule fois.
- L'italique est rarement utilisé : mots en langue étrangère, titres d'œuvres, noms de bateaux, etc.
- Les citations ne sont pas en italique mais en corps de texte normal. Elles sont entourées par des guillemets français : « et ».
- Les listes à puces sont à éviter, des paragraphes rédigés étant largement préférés. Les tableaux sont à réserver à la présentation de données structurées (résultats, etc.).
- Les appels de note de bas de page (petits chiffres en exposant, introduits par l'outil «  Source ») sont à placer entre la fin de phrase et le point final[comme ça].
- Les liens internes (vers d'autres articles de Wikipédia) sont à choisir avec parcimonie. Créez des liens vers des articles approfondissant le sujet. Les termes génériques sans rapport avec le sujet sont à éviter, ainsi que les répétitions de liens vers un même terme.
- Les liens externes sont à placer uniquement dans une section « Liens externes », à la fin de l'article. Ces liens sont à choisir avec parcimonie suivant les règles définies. Si un lien sert de source à l'article, son insertion dans le texte est à faire par les notes de bas de page.
- La présentation des références doit suivre les conventions bibliographiques. Il est recommandé d'utiliser les modèles {{Ouvrage}}, {{Chapitre}}, {{Article}}, {{Lien web}} et/ou {{Bibliographie}}. Le mode d'édition visuel peut mettre en forme automatiquement les références.
- Insérer une infobox (cadre d'informations à droite) n'est pas obligatoire pour parachever la mise en page.

Pour une aide détaillée, merci de consulter Aide:Wikification.
Si vous pensez que ces points ont été résolus, vous pouvez retirer ce bandeau et améliorer la mise en forme d'un autre article.
 (février 2025).
Martial Sounton, né le 18 janvier 1964 à Abomey, au Bénin est un économiste, analyste financier, ancien ministre dans le gouvernement du président Thomas Boni Yayi et homme politique béninois.

## Biographie

### Parcours académique
Il est titulaire du diplôme d'études supérieures spécialisées (DESS ) en finances et contrôle de gestion, obtenu à l’Université nationale du Bénin en 1999.
Il est consultant dans les domaines de la comptabilité d’entreprise, de la fiscalité et du management des organisations paysannes. lI a également occupé le poste de directeur adjoint de la programmation et de la prospective au ministère de l’Intérieur et de la Sécurité Publique du Bénin, il est par la suite nommé Directeur Général Adjoint du Conseil National des Chargeurs du Bénin.

### Parcours politique
Il fait ses débuts en politique en juillet 2010, lorsqu’il est nommé ministre de l’intérieur et de la sécurité publique. Il occupera ce poste jusqu’en mai 2011 après sa nomination au poste du Ministre de la Réforme Administrative et Institutionnelle dans le Gouvernement du président Thomas BONI YAYI .
Le Dimanche 11 août, le chef de l’Etat Thomas Boni Yayi mis fin abruptement aux fonctions de l’ensemble de la première équipe de son second mandat, mais renouvelle sa confiance en Sounton en lui confiant le Ministère du Travail et de la Fonction Publique, de la Réforme Administrative et Institutionnelle, Chargé du Dialogue Social.
Il est nommé directeur général de la caisse nationale de sécurité sociale (Cnss) en conseil des ministres du 12 août 2015,.

### Vie privée
Il est marié et il est père de 5 enfants.